# Tudor Vladimirescu
Tudor Vladimirescu, noto anche come Tudor din Vladimir e, più raramente, Domnul Tudor (Vladimir, 1780 – Târgoviște, 7 giugno 1821), è stato un rivoluzionario rumeno.
Fu leader della rivolta valacca del 1821 contro la dominazione ottomana, al comando di un esercito irregolare di contadini (panduri).

## Il periodo giovanile
Nato attorno al 1780, all'età di 12 anni venne mandato a Craiova al servizio del boiardo arumeno Ioan Glogoveanu, presso il quale venne educato imparando il greco e studiando retorica e grammatica.
Divenne successivamente amministratore dei beni del boiardo e nel 1806 venne nominato comandante della milizia locale di Cloșani (oggi villaggio nel comune di Padeș). Si arruolò successivamente nell'esercito russo e prese parte alla Guerra russo-turca, venendo decorato con l'Ordine di San Vladimiro, ottenendo inoltre la protezione della Russia ed il suo appoggio per i suoi progetti futuri contro gli Ottomani.

## La salita al potere
Alla morte del principe Alexandru Suțu nel gennaio 1821, mentre il governo provvisorio (Comitet de Ocârmuire), formato da tre reggenti membri delle più influenti famiglie di proprietari terrieri locali, puntava a manovrare i sentimenti dei contadini contro i boiardi fanarioti prima dell'insediamento del principe designato Scarlat Callimachi, Vladimirescu scriveva una lettera alla corte di Mahmud II in cui dichiarava di non rifiutare il dominio ottomano, ma di essere contro il regime fanariota, intendendo preservare le istituzioni tradizionali. Il suo scopo era peraltro di guadagnare tempo mentre stava trattando con la società segreta greca anti-ottomana Filikí Etería per organizzare un'insurrezione per cui i membri della società segreta assicurarono a Vladimirescu ed ai valacchi l'appoggio russo.
Dopo aver provveduto a fortificare alcuni monasteri in Oltenia, che dovevano servirgli in caso di intervento ottomano, Vladimirescu tornò a Padeș ed il 23 gennaio emise il documento noto come Proclama di Padeș che conteneva riferimenti al diritto dei principi a resistere all'oppressione e la promessa ai contadini di una primavera dopo l'inverno.
Durante il successivo mese di febbraio, le richieste contenute nel proclama vennero maggiormente dettagliate: si chiedeva l'eliminazione della possibilità di acquistare cariche pubbliche, introducendo un criterio puramente meritocratico, la soppressione di alcune tasse e la modifica dei criteri di tassazione, la fondazione di un esercito valacco e l'eliminazione dei dazi interni. Le richieste comprendevano inoltre l'esilio di alcune famiglie fanariote ed il divieto per i futuri principi di tenere alle proprie dipendenze persone che potessero competere per le cariche con i boiardi locali. L'invito, da parte degli stessi boiardi, a recedere dai propri intenti venne accolto da Vladimirescu con un netto rifiuto.
Prese quindi ad avanzare alla guida del suo esercito di panduri, che lungo la marcia aumentava gradatamente di numero, e il 21 marzo occupò Bucarest, dove venne emesso un altro proclama in cui Vladimirescu ribadiva la sua intenzione di mantenere la pace con gli Ottomani. Le azioni di Vladimirescu avevano intanto rotto la sua alleanza con i boiardi locali, dalla cui causa si stava sempre più allontanando, ed egli prese ad assumere atteggiamenti da principe, chiedendo di essere chiamato Domn e divenendo di fatto un vero e proprio principe.
Nel frattempo, la Philikí Etaireía, sotto la guida di Alessandro Ypsilanti, era insorta in Moldavia, ma la rivolta era stata sedata da Alexandru Suţu, allora principe di Moldavia, con l'appoggio della Russia, intervenuta contro la rivolta dei greci in forza della Santa Alleanza. L'aemata di Ypsilanti riparò quindi verso sud, raggiungendo Bucarest, occupata dai panduri.
L'incontro tra Vladimirescu ed Ypsilanti portò a nuovi accordi: il primo si riteneva libero dagli accordi precedenti in quanto la Russia aveva agito contro la Philikí Etaireía, mentre il secondo tentava di convincerlo che l'appoggio dei russi era ancora possibile. Il paese venne diviso tra due amministrazioni, una greca ed una valacca, con Vladimirescu che si dichiarava neutrale nei confronti dei turchi, il cui esercito si stava preparando ad attraversare il Danubio verso nord, anche per contrastare i russi intervenuti in Moldavia.
Nel mese di maggio l'armata di Vladimirescu si ritirò in Oltenia e Bucarest venne occupata dagli Ottomani praticamente senza resistenza. Egli però non riuscì più a mantenere la coesione e la disciplina tra i suoi soldati e il tentativo di riportare l'ordine con alcune impiccagioni ottenne soltanto l'effetto di aumentare la loro paura nei confronti del leader e non ci fu nessuna reazione quando egli venne arrestato a causa della sua volontà di mantenere rapporti pacifici con gli Ottomani, processato dalla Philikí Etaireía a Târgoviște, torturato ed infine ucciso il 7 giugno 1821.

## Sviluppi successivi
La rivolta guidata da Tudor Vladimirescu non ebbe effetti immediati; la Valacchia continuò ad essere occupata militarmente dai turchi e, sebbene già in agosto la situazione fosse praticamente stabilizzata, l'esercito ottomano rimase in Valacchia fino al 1828 anche se, non potendo più avere fiducia nei fanarioti, restituirono i due principati a regnanti locali, Gregorio IV Ghica in Valacchia e Ioan Sturdza in Valacchia. Tale situazione venne successivamente confermata anche dal Trattato di Adrianopoli.